# Route nationale 8a
Route Nationale 8a (RN 8a) is een nationale weg in Madagaskar van 119 kilometer, de weg loopt van Maintirano naar Antsalova. De weg is geheel gelegen in de regio Melaky.